# Estación de Goya (línea Madrid-Almorox)
Madrid-Goya, también conocida simplemente como la estación de Goya, fue una estación de ferrocarril que existió en el municipio español de Madrid, cabecera de línea Madrid-Almorox. Los terrenos que ocupaba la estación estaban situados en un lugar conocido coloquialmente como la Quinta del Sordo, que fue residencia de Francisco de Goya. Las instalaciones estuvieron operativas entre 1891 y 1970. 
Tras su clausura el complejo ferroviario fue derribado, por lo que en la actualidad no se conserva.

## Historia
Las obras de la estación se iniciaron hacia 1883. Las instalaciones abrieron al público en 1891, con la puesta en servicio de la línea Madrid-Almorox. Era la primera estación que se construía al sur del río Manzanares en aquel momento, y a una distancia considerable del centro de Madrid. La estación constituía un complejo ferroviario que disponía de un edificio de viajeros, un depósito de locomotoras, cocheras, muelles de mercancías, etc. En 1930 las instalaciones pasaron a ser gestionadas por el organismo de Explotación de Ferrocarriles por el Estado (EFE), y en 1965 pasarían a manos de la empresa Ferrocarriles Españoles de Vía Estrecha (FEVE). Desde esa fecha los servicios ferroviarios se vieron limitados al tramo entre Goya y Navalcarnero. La estación fue clausurada el 1 de julio de 1970, tras haber partido el último tren.

## En la actualidad
Hoy en día el solar que ocupaba forma parte de la calle Pablo Casals y sus viviendas se hallan en lo que fue la estación. Una placa y un bar con el nombre de «La Estación» hacen referencia al lugar que ocupaba esta.
Aunque la estación ya no existe hoy día, sigue figurando en el juego de mesa Monopoly, edición Madrid, como si aún existiera, junto a Delicias, Norte (ahora Príncipe Pío) y Mediodía (ahora Atocha).

## Enlaces
- Reseña histórica ferrocarril tren Madrid-Almorox
- Estación de Goya

- Datos: Q5846310